# Bergtjärnen (Åsele socken, Lappland)
Bergtjärnen är en sjö i Åsele kommun i Lappland och ingår i Ångermanälvens huvudavrinningsområde.